# Madagaszkár az olimpiai játékokon
Madagaszkár első alkalommal 1964-ben vett részt az olimpiai játékokon, azóta minden nyári sportünnepen képviseltette magát, kivéve 1976-ban és 1988-ban. Madagaszkár eddig egyszer, 2006-ban szerepelt a téli olimpiai játékokon.
Madagaszkár egyetlen olimpikonja sem szerzett még érmet.
A Madagaszkári Olimpiai Bizottság 1963-ban alakult meg, a NOB 1964-ben vette fel tagjai közé.